# セントラルサーキット
セントラルサーキット（英: CENTRAL CIRCUIT ）は、兵庫県多可郡多可町中区にあるサーキット。運営はレーシングドライバーの井入宏之が代表を務める株式会社セントラルサーキットが行っている。

## 概要
「東の筑波」に対して 「西のセントラル」と言われ、近畿圏のモータースポーツの拠点の一つである。しかしながら、カートレースには長すぎ、ロードレースには短すぎる中途半端な全長のコース故に全日本選手権クラスの大会は実施されていない。2011年までは日本モーターサイクルスポーツ協会（MFJ）の公認サーキットだったが、2012年より公認から外れた。

## コース
コース全長は2,804 m、時計回り。途中で立体交差がある珍しいレイアウトとなっている。8の字形状ではないため一周で右に720度旋回することになり、左右のタイヤの減りの差が大きい。小さいコースながらも最大直線は677.0mあり、この部分を利用してゼロヨン競技も行われる（ゼロヨン使用時はコース外のゼロヨン用設備も利用するため直線長710m）が、大出力マシンだと400m走行後止まりきれずコースアウトすることもあるため、ハードな仕様の車両にとっては十分とはいえない。
- 総面積／30km2
- 規格／日本自動車連盟（JAF）国内公認基準に基づく2輪&4輪&カートレーシングコース
- コース全長距離／2,804m
- コース幅員／15.0〜11.0m
- セフティーゾーン／80.0～3.5m
- 路面／特殊アスファルト
- コーナー数／12（左×3・右×9）
- ピット／38個（4.5m×6.0m）
- ピットロード幅員／10.0m
- 最大直線長／677.0m（ゼロヨン使用時710m）
- 最大縦断勾配／7.0%
- 最大高低差／20.0m
- パドック／10,900m2

## イベント
サーキット開設時期に全日本GT選手権のノンタイトル戦であるオールスター戦が行われたことがあるが、現在では全日本選手権クラスのレースは行われていない。駐車場が十分整備されていないので、大きなイベントを開催する場合は車で数分の仮設駐車場が設置され、シャトルバスが運行される。

## アクセス
- 中国自動車道滝野社インターチェンジまたは加西インターチェンジから約20分

## 周辺施設
- なか・やちよの森公園
- 東山古モータースポーツ

- 日本のサーキット一覧